# Трегльванг
Трегльванг (нем. Treglwang) — коммуна (нем. Gemeinde) в Австрии, в федеральной земле Штирия. 
Входит в состав округа Лицен.  Население составляет 378 человек (на 31 декабря 2005 года). Занимает площадь 36,24 км². Официальный код  —  61246.

## Политическая ситуация
Бургомистр коммуны — Йохан Грёссинг (АНП) по результатам выборов 2005 года.
Совет представителей коммуны (нем. Gemeinderat) состоит из 9 мест.
- АНП занимает 5 мест.
- СДПА занимает 3 места.
- Зелёные занимают 1 место.